# San Bartolomé de Béjar
San Bartolomé de Béjar è un comune spagnolo di 69 abitanti situato nella comunità autonoma di Castiglia e León.